# Heinz Sielmann

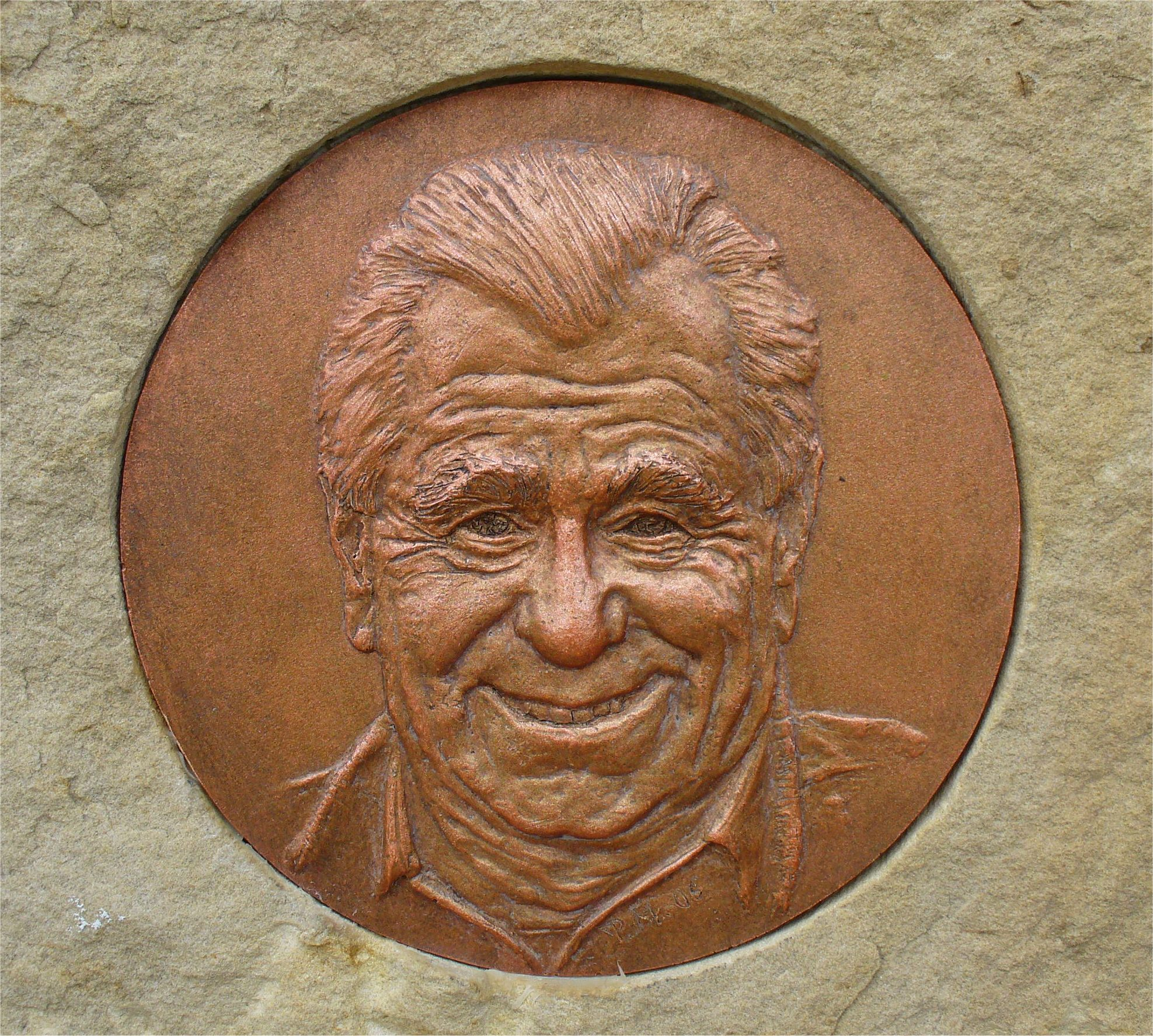
Bildnis Heinz Sielmanns auf seinem Grabstein, gestaltet von Peter Mildner

Heinz Sielmann (* 2. Juni 1917 in Rheydt; † 6. Oktober 2006 in München) war ein deutscher Tierfilmer, Kameramann, Fotograf, Buchautor, Produzent, Zoologe und Publizist.

## Leben und Wirken
1923 zogen Sielmanns Eltern mit ihm nach Ostpreußen. Dort fand er Interesse an den Tierfilmen, die vor den Hauptfilmen im Kino liefen. Dies führte zu dem frühen Wunsch, Tierfilmer zu werden. Seine ersten Beobachtungen mit dem Feldstecher seines Vaters galten der Vogelwelt. Nachdem aufgrund seiner neuen Leidenschaft seine Schulnoten am Königsberger Königlichen Hufengymnasium absackten, wurden die Zeiten in der Natur mit dem Feldstecher von seinen Eltern stark eingeschränkt. In der Folgezeit verbesserten sich seine Schulnoten wieder, und er bekam als Anerkennung von seiner Mutter seinen ersten Fotoapparat geschenkt. Nach ersten Versuchen mit dem Fotoapparat drehte Sielmann bereits 1938 in Ostpreußen und dem damaligen vom Völkerbund abgetrennten und von Litauen besetzten Memelland seinen ersten Tierfilm Vögel über Haff und Wiesen (noch als Stummfilm), der ihm große Anerkennung in der Fachwelt und beim Publikum einbrachte. Assistiert wurde ihm hierbei von dem Kameramann und Freund Georg Schimanski, mit dem er zehn Jahre zusammenarbeitete.
Ab 1939 war er in der Wehrmacht als Ausbilder an der Luftnachrichtenschule in Posen tätig. Der spätere Künstler und Bildhauer Joseph Beuys war sein Untergebener, zugleich entwickelte sich eine intensive Freundschaft. Sielmann studierte gleichzeitig Biologie und Zoologie an der Reichsuniversität Posen. Nach Kreta verlegt, beendete er 1945 den Naturfilm seines verstorbenen Kollegen Horst Siewert. Die britische Armee nahm ihn gefangen und brachte ihn mit dem gedrehten Material nach England, wo er nach der Sichtung des Films für die BBC arbeiten durfte.
Nach dem Krieg wurde er Kameramann für das Institut für Film und Bild in Wissenschaft und Unterricht in München und drehte international anerkannte Naturfilme. 1949 wurde sein erster Kinofilm Lied der Wildbahn uraufgeführt. Im Jahr 1952 entstand Sielmanns Kontakt mit Konrad Lorenz, dem eine enge Zusammenarbeit folgte. Für die Filme Quick, das Eichhörnchen (1952) und Zimmerleute des Waldes (1954) über Spechte erhielt er jeweils den Bundesfilmpreis. Für den letztgenannten Film bekam er in England den Spitznamen „Mr. Woodpecker“. Trotz seiner Reisen nahm er 1956 seine Universitätsstudien in München wieder auf mit dem Schwerpunkt Zoologie und Ornithologie.
Unter der Schirmherrschaft des ehemaligen belgischen Königs Leopold drehte Sielmann 1958 in Belgisch Kongo mit dem Zoologen Ernst Schäfer einen der ersten Filme über Berggorillas: Les Seigneurs de la forêt (Herrscher des Urwaldes). 1962 folgte ein vielbeachteter Dokumentarfilm über die Galápagos-Inseln Galápagos – Landung in Eden. An dieser sehr langen Expedition nahm auch der Verhaltensforscher Irenäus Eibl-Eibesfeldt teil, der für einen Teil der damals sensationellen Unterwasseraufnahmen zuständig war. Sielmann erhielt für diesen Film auf der Berlinale 1962 einen Silbernen Bären.
1963 ging Sielmann auf Expedition in den Dschungel Papua-Neuguineas, um erste Filmaufnahmen der bis dahin noch nicht gezeigten Paradiesvögel und der scheuen Laubenvögel aufzunehmen. Der Film wurde 1965 unter dem Titel In die Bergdschungel Neuguineas veröffentlicht. Sielmanns Ehefrau Inge Sielmann (1930–2019) begleitete ihn bei den Expeditionen in den Kongo und in die Savanne Afrikas. Auch für den amerikanischen Dokumentar-Film Die Hellstrom-Chronik (The Hellstrom Chronicle) (1971) machte Sielmann einige Aufnahmen. Der Film erhielt 1972 den Oscar als „Bester Dokumentarfilm“. Sielmanns Sohn Stephan kam 1978 im Alter von 24 Jahren bei einem Unfall während einer Expedition in Kenia ums Leben.
Von 1965 bis 1991 moderierte Sielmann im Fernsehen die überaus erfolgreiche Tiersendung Expeditionen ins Tierreich mit überwiegend eigenem Filmmaterial. Er war Herausgeber der Zeitschrift Sielmanns Tierwelt, die Anfang der 1980er Jahre mit Bernhard Grzimeks Magazin Das Tier fusionierte.
Seit 1988, als er den Film Tiere im Schatten der Grenze drehte, engagierte sich Sielmann dafür, den Todesstreifen der ehemaligen innerdeutschen Grenze zu Thüringen für den Naturschutz zu erhalten. Als Grünes Band Deutschland ist das Naturschutzprojekt inzwischen Teil des Grünen Bandes Europa.
1994, also erst mit 77 Jahren, erhielt Sielmann, der keinen Hochschulabschluss besaß und auch nicht akademisch publizierte, eine Honorarprofessur für Ökologie an der Fakultät für Biologie der Ludwig-Maximilians-Universität München.

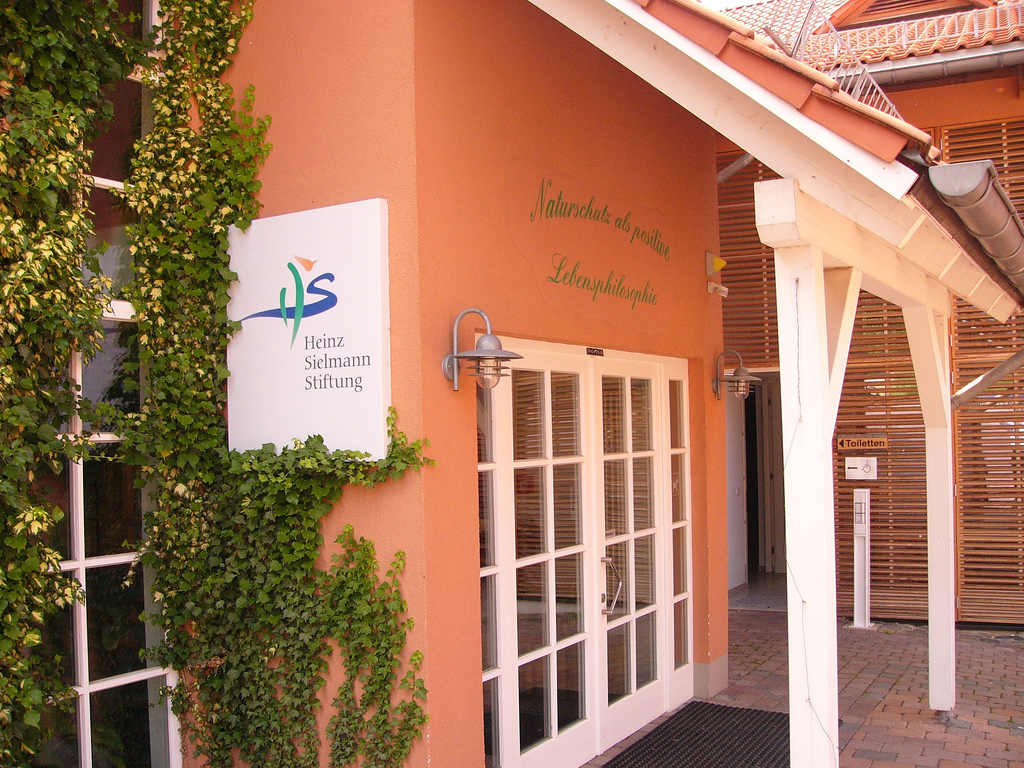
Zentrale der Heinz Sielmann Stiftung auf Gut Herbigshagen mit Logo und Leitspruch am Eingang

Aus dem Engagement am ehemaligen Grenzstreifen resultierte 1994 die Gründung der Heinz Sielmann Stiftung. Seit 1996 ist die Stiftung auf Gut Herbigshagen bei Duderstadt ansässig. Die Stiftung will durch Ankauf und Pflege von Biotopen Lebensräume für bedrohte Arten schaffen und erhalten.
Heinz Sielmann starb am 6. Oktober 2006 in München. Seine letzte Ruhestätte fand er auf dem Gelände der Heinz Sielmann Stiftung in der Franz-von-Assisi-Kapelle.
Inge Sielmann übernahm nach dem Tod Heinz Sielmanns den Vorsitz des Stiftungsrats der Heinz Sielmann Stiftung. Ab 2017 bis zu ihrem Tod am 25. März 2019 war sie Ehrenvorsitzende des Stiftungsrats. Neben dem unmittelbaren Naturschutz galt ihr Interesse der Natur- und Umweltbildung von Kindern und Jugendlichen. So gibt es unter anderem in Fuhrbach im Landkreis Göttingen einen „Inge Sielmann Kindergarten“, der Kindern das Aufwachsen mit der Natur vermitteln soll. Jugendorganisation der Heinz Sielmann Stiftung ist der Sielmanns Natur-Ranger Deutschland e. V.

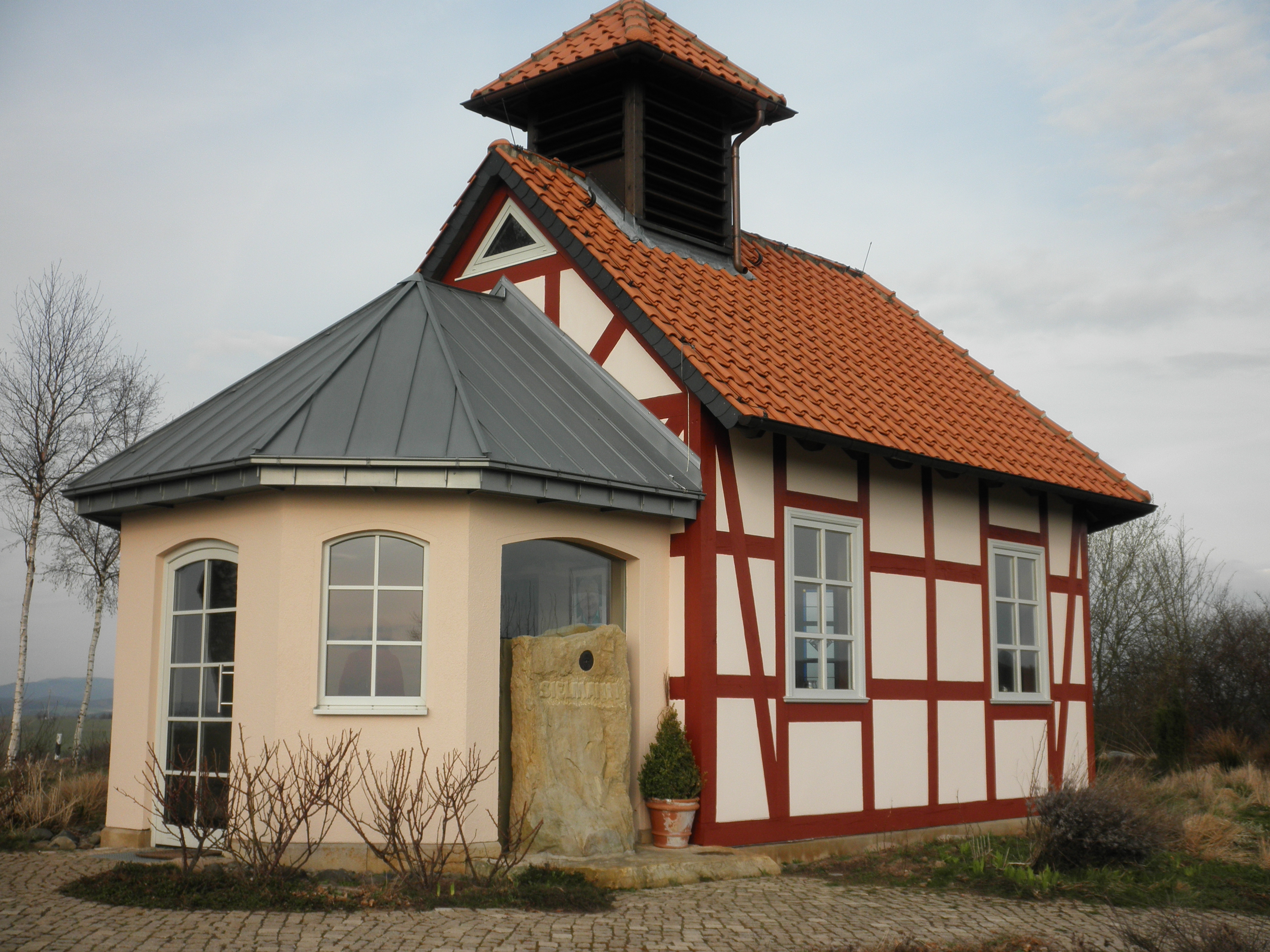
Franz-von-Assisi-Kapelle auf Gut Herbigshagen
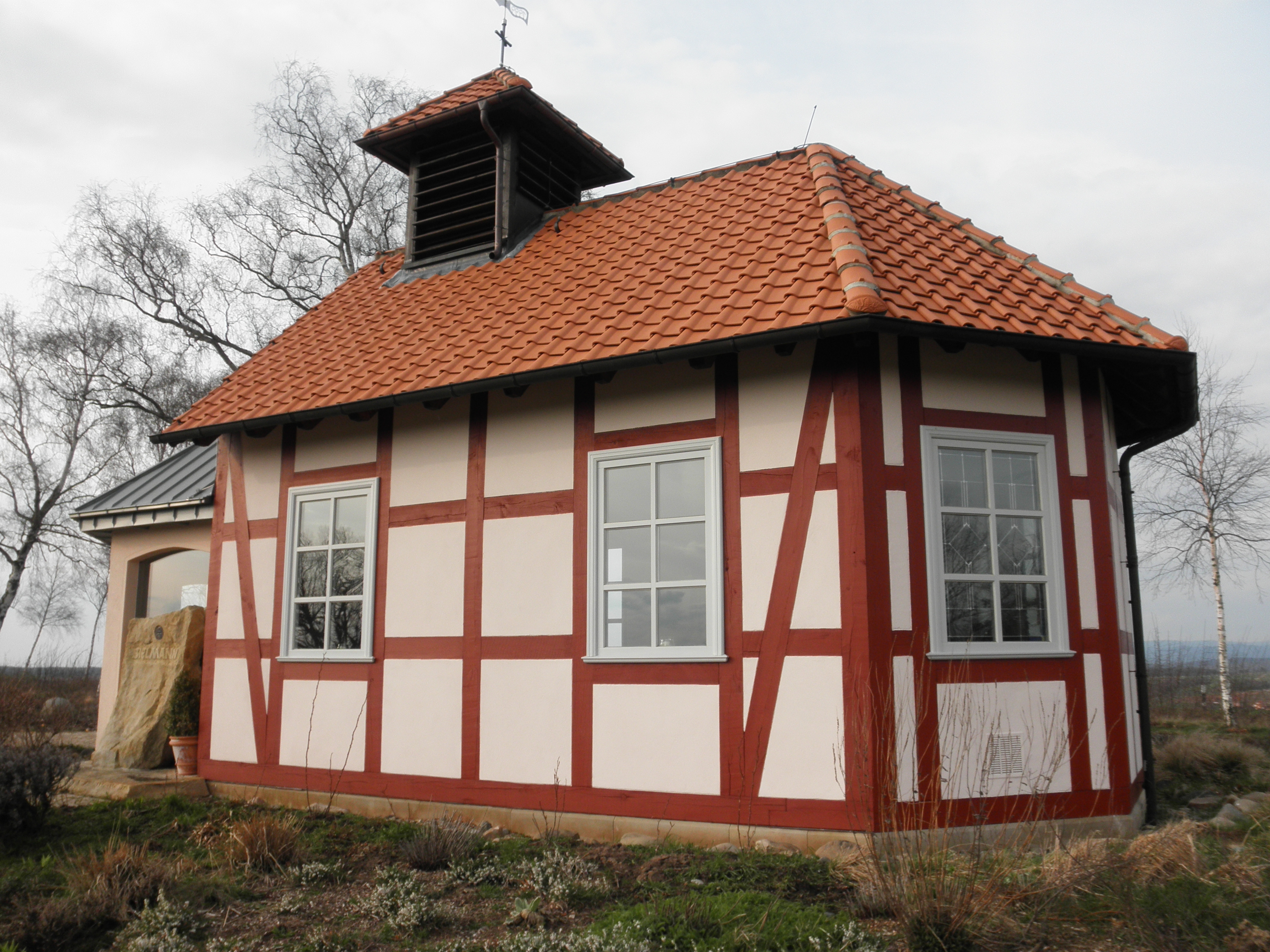
Kapelle
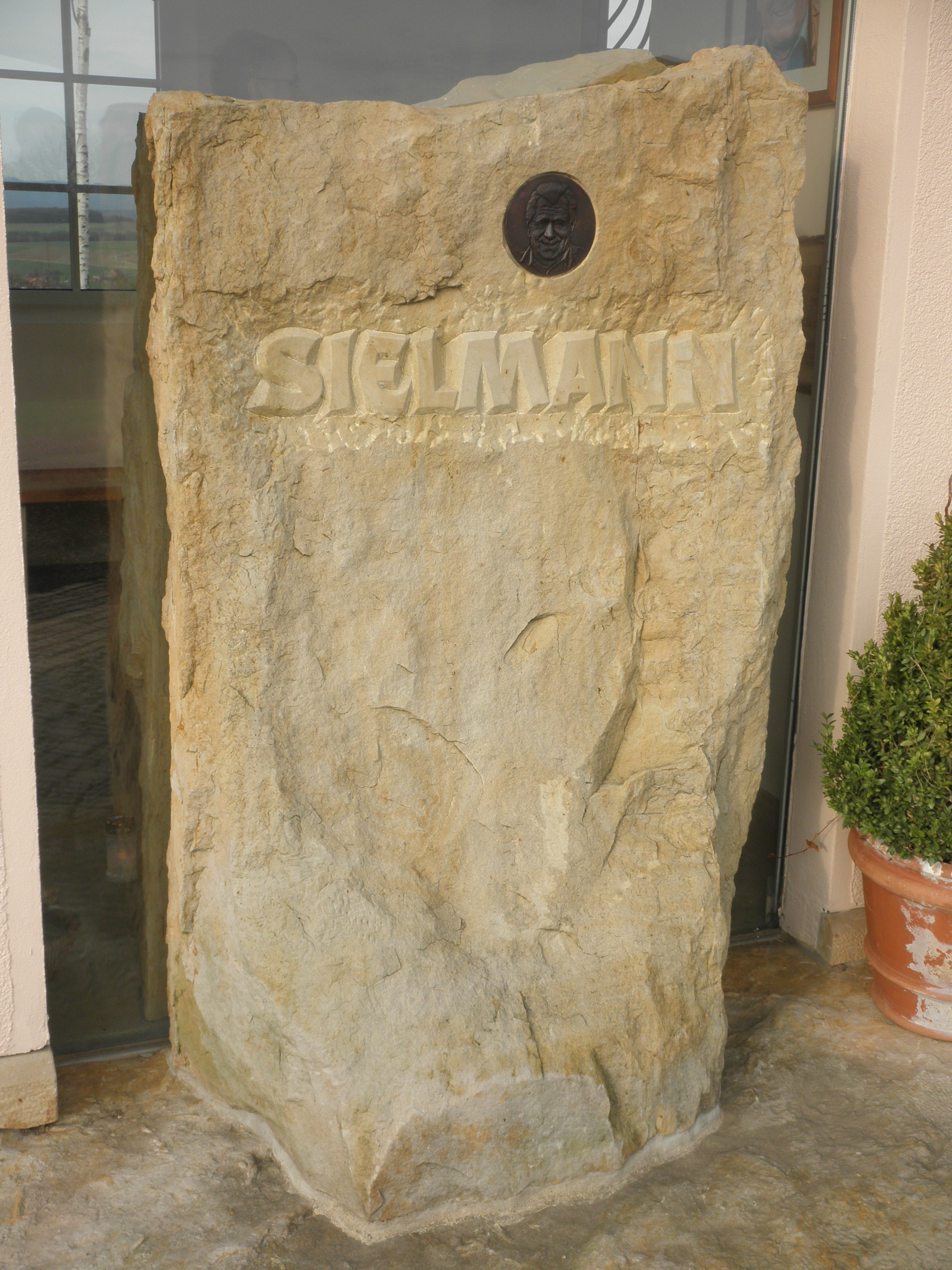
Gedenkstein an der Außenwand der Kapelle
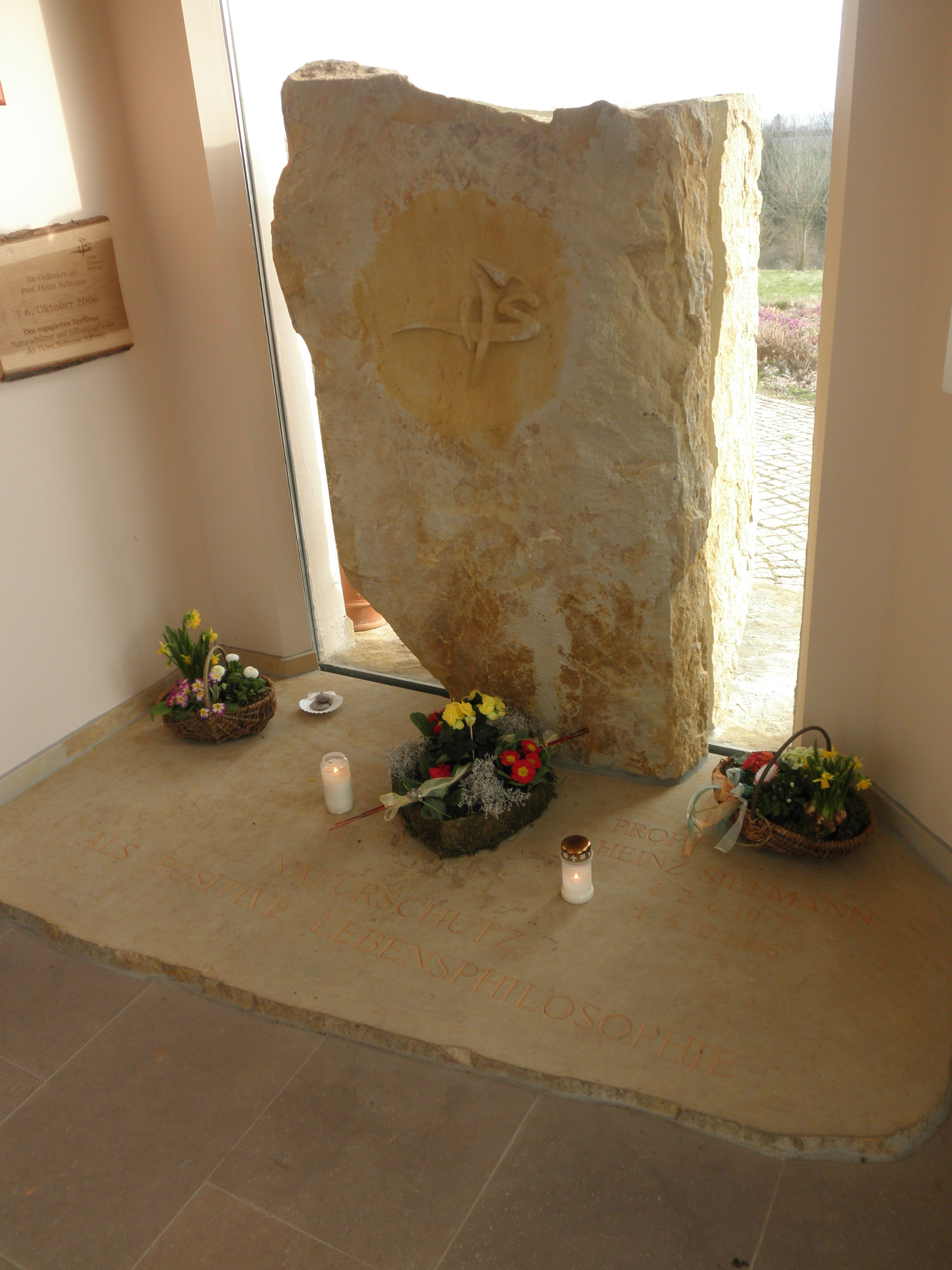
Grabplatte von Sielmann in der Kapelle

## Werke (Auszug)
- NDR-Reihe Expeditionen ins Tierreich
- Lied der Wildbahn, 1949
- Wiesensommer, 1955
- Herrscher des Urwalds (Les Seigneurs de la forêt), 1959
- Galápagos  – Landung in Eden, 1962
- Grönland – Pforte zum ewigen Eis (Greenland and beyond), 1962
- In der Savanne Ost-Afrikas, 1964
- In die Bergdschungel Neuguineas, 1965
- Lockende Wildnis – Durch die Wildbahnen von Nordamerika, 1974
- Tiere im Schatten der Grenze, 1988
- Lebenswerk von Heinz Sielmann nur bei Bertelsmann (Sammleredition), 2007
- Was ist was (Band Nr. 72, Heimtiere, und Band Nr. 73, Spinnen)
- 30 weitere wissenschaftliche und praktische Bücher

Insgesamt entstanden vier Dokumentar-Kinofilme, mehr als 200 Fernsehfilme, 123 wissenschaftliche Lehrfilme, mehrere DVDs und zahlreiche Buchveröffentlichungen.

## Auszeichnungen (Auswahl)
- 1953 – Deutscher Filmpreis: Filmband in Silber (Regie) für Quick – das Eichhörnchen
- 1954 – Filmband in Silber für Konzert am Tümpel (1952)
- 1955 – Filmband in Silber für Zimmerleute des Waldes
- 1956 – Filmband in Silber für Die Iltiskoppel
- 1957 – Erster Preis für den besten Farbfilm bei den Filmfestspielen in Cannes für Wiesensommer
- 1961 – Berlinale: Goldlorbeer-Trophäe für Herrscher des Urwalds
- 1962 – Berlinale: Silberner Bär für Galápagos – Trauminsel im Pazifik
- 1962 – Filmband in Gold für Galápagos – Trauminsel im Pazifik
- 1973 – Bambi
- 1976 – Goldener Bildschirm
- 1977 – Goldene Blume von Rheydt
- 1978 – Franz-von-Assisi-Medaille des Deutschen Tierschutzbundes
- 1983 – Bambi für den besten abendfüllenden Naturfilm
- 1986 – Verdienstkreuz 1. Klasse des Verdienstordens der Bundesrepublik Deutschland
- 1988 – Kulturpreis der Landsmannschaft Ostpreußen für Wissenschaft
- 1990 – Bambi
- 1993 – Großes Verdienstkreuz des Verdienstordens der Bundesrepublik Deutschland
- 1997 – Großes Verdienstkreuz mit Stern des Verdienstordens der Bundesrepublik Deutschland
- 2001 – Görlitzer Meridian Naturfilmpreis
- 2002 – München leuchtet, Kulturpreis der Stadt München
- 2004 – Verdienstkreuz 1. Klasse des Niedersächsischen Verdienstordens
- 2005 – Verdienstorden des Landes Brandenburg
- 2005 – Deutscher Umweltpreis für seine Lebensleistung
- 2006 – Steiger Award

## Ausstellungen (Auswahl)
- Heinz Sielmann. Ein Leben für die Natur. Ostpreußisches Landesmuseum, Lüneburg, 9. Juni bis 21. Oktober 2001[10]

## Ehrungen
Verschiedene Schulen tragen Sielmanns Namen, darunter die Sekundarschule der Stadt Oerlinghausen (seit 1997), die Realschule Duderstadt (seit 1998), die Staatliche Grundschule Haßleben (seit 2003), die Grundschule West in Neustadt an der Weinstraße (seit 2004) und die Crinitzer Grundschule (seit 2006).
Der 2001 an der Volkssternwarte Drebach (Erzgebirge) entdeckte Asteroid 2001 RO15 trägt seit dem 7. Februar 2012 die offizielle Bezeichnung (208351) Sielmann.
Zum 100. Geburtstag von Heinz Sielmann gab die Deutsche Post AG ein Postwertzeichen im Nennwert von 45 Eurocent heraus. Der Erstausgabetag war der 8. Juni 2017. Der Entwurf stammt vom Grafiker Thomas Mayfried aus München.
Am 2. Juni 2018 widmete ihm Google, zum Anlass seines 101. Geburtstages, ein Google Doodle.